# Орашени-Деал (Ботошани)
Орашени-Деал (рум. Orășeni-Deal) насеље је у Румунији у округу Ботошани у општини Куртешти. Oпштина се налази на надморској висини од 186 m.

## Становништво
Према подацима из 2002. године у насељу је живело 1020 становника, од којих су сви румунске националности.